# Akira
Akira (jap. アキラ) – manga autorstwa Katsuhiro Ōtomo, publikowana w magazynie „Shūkan Young Magazine” wydawnictwa Kōdansha od 20 grudnia 1982 do 25 czerwca 1990.
Na podstawie mangi powstał pełnometrażowy film anime, którego premiera odbyła się w 1988 roku. Ponadto planowany jest aktorski film live action, którego próby jego produkcji podejmowano kilkukrotnie, jednak wciąż nie wiadomo, kiedy powstanie i kiedy odbędzie się jego premiera. 
W 1984 roku manga zdobyła nagrodę Kōdansha Manga.

## Fabuła

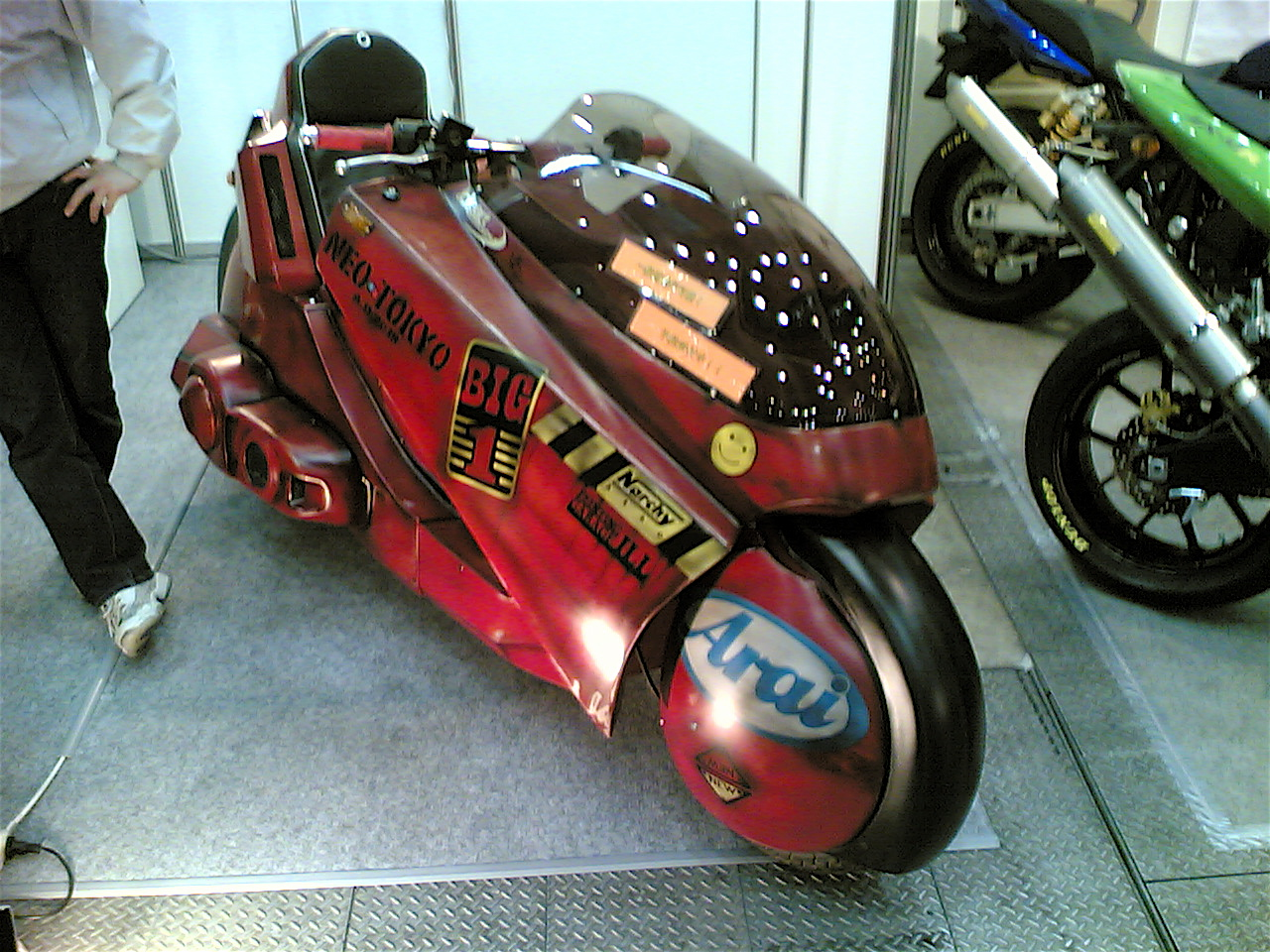
Replika motocykla z mangi Akira (2005)

Na gruzach Tokio powstała nowa metropolia – NeoTokio. 31 lat wcześniej Tokio zniszczone zostało w ogromnej eksplozji, która zapoczątkowała III wojnę światową. W 2019 roku miasto ogarnięte jest chaosem. Na ulicach szaleją młodociane gangi motocyklistów. Trwają starcia między policją a antyrządowymi powstańcami. Fanatycy religijni głoszą rychłe nadejście mesjasza – legendarnego Akiry.
Główni bohaterowie to Shotaro Kaneda i Tetsuo Shima, członkowie gangu motocyklowego, którego Kaneda jest założycielem oraz przywódcą. Traktuje Tetsuo jak młodszego brata, którego jednak zawsze trzeba ochraniać. W czasie walki z gangiem Klaunów, Tetsuo ulega wypadkowi. Rozpędzonym motocyklem wpada w dziwnego chłopca o twarzy starca, który wychodzi cało z wypadku. Na miejscu pojawia się wojsko, które znajduje zbiegłego chłopca i zabiera go razem z rannym Tetsuo, który trafia do laboratorium, gdzie poddawany jest dziwnym eksperymentom. Ich celem jest obudzenie tkwiącej w nim psychicznej mocy.
Tetsuo szybko wzrasta w siłę i wymyka się spod kontroli wojska i naukowców. Zawsze najsłabszy wśród rówieśników, wyśmiewany i poniżany, teraz sam dyktuje warunki. Dowiaduje się też o istnieniu przepotężnego Akiry – który doprowadził do zagłady miasta przed trzydziestu laty. Tetsuo postanawia go odnaleźć. Z czasem przepełniająca go moc staje się tak potężna, że sam nie jest w stanie jej opanować.
Autor wykorzystał konwencję gatunku cyberpunk, aby szczegółowo opisać sagę politycznych zawirowań, izolacji społecznej, korupcji i władzy.

## Manga
Pierwszy rozdział został opublikowany w numerze 24/1982 magazynu „Shūkan Young Magazine” (wydanym 20 grudnia 1982), zaś ostatni – 25 czerwca 1990 (numer 28/1990). Następnie wydawnictwo Kōdansha zebrało pojedyncze rozdziały do sześciu tankōbonów, które ukazały się od 14 września 1984 do 15 marca 1993.
Premiera polskiego wydania miała miejsce w lipcu 1999 nakładem wydawnictwa Japonica Polonica Fantastica; manga wydawana była do września 2003. W porównaniu z sześciotomową japońską wersją, w Polsce wydano 19 krótszych tomów. Za tłumaczenie mangi na język polski odpowiadał Rafał Rzepka.
W kwietniu 2019 wydawnictwo Japonica Polonica Fantastica zapowiedziało nowe wydanie mangi. Premiera pierwszego z sześciu tomów odbyła się 6 lutego 2020.
| Nr | Język japoński    | Język japoński         | Język polski        | Język polski           |
| Nr | Data wydania      | ISBN                   | Data wydania        | ISBN                   |
| -- | ----------------- | ---------------------- | ------------------- | ---------------------- |
| 1  | 14 września 1984  | ISBN 978-4-06-103711-3 | 6 lutego 2020       | ISBN 978-83-7471-811-0 |
| 2  | 27 sierpnia 1985  | ISBN 978-4-06-103712-0 | 3 kwietnia 2020     | ISBN 978-83-7471-812-7 |
| 3  | 21 sierpnia 1986  | ISBN 978-4-06-103713-7 | 7 maja 2021         | ISBN 978-83-7471-813-4 |
| 4  | 1 lipca 1987      | ISBN 978-4-06-103714-4 | 1 lipca 2022        | ISBN 978-83-7471-814-1 |
| 5  | 26 listopada 1990 | ISBN 978-4-06-313166-6 | 1 października 2022 | ISBN 978-83-7471-815-8 |
| 6  | 15 marca 1993     | ISBN 978-4-06-319339-8 | 1 marca 2023        | ISBN 978-83-7471-816-5 |

| Nr | Tytuł                     | Data wydania     |
| -- | ------------------------- | ---------------- |
| 1  | Wypadek Tetsuo            | lipiec 1999      |
| 2  | Numer 41- Tetsuo          | październik 1999 |
| 3  | Pułapka na clownów        | styczeń 2000     |
| 4  | Plan Starca               | maj 2000         |
| 5  | Przebudzenie              | lipiec 2000      |
| 6  | Satelita pościgowy        | grudzień 2000    |
| 7  | Misja Sakaki              | luty 2001        |
| 8  | Śmierć Takashiego         | kwiecień 2001    |
| 9  | Opanować chaos            | lipiec 2001      |
| 10 | Spotkanie w podziemiach   | październik 2001 |
| 11 | Masakra w świątyni Miyako | grudzień 2001    |
| 12 | Trzeci fenomen            | marzec 2002      |
| 13 | Wizje w podziemiach       | lipiec 2002      |
| 14 | Dowód mocy                | październik 2002 |
| 15 | Próba sił                 | grudzień 2002    |
| 16 | Transmutacja              | marzec 2003      |
| 17 | Do widzenia               | kwiecień 2003    |
| 18 | Rezonans                  | czerwiec 2003    |
| 19 | Wspomnienia               | wrzesień 2003    |

## Film anime
Premiera filmu anime na podstawie mangi odbyła się 16 lipca 1988. Reżyserem i scenarzystą był autor mangi, Katsuhiro Ōtomo, który przy scenariuszu współpracował również z Izō Hashimoto. Producentami byli Ryōhei Suzuki i Shunzō Katō, natomiast muzykę do filmu skomponował Shoji Yamashiro. Za produkcję wykonawczą odpowiadało studio Tokyo Movie Shinsha.
W Polsce przedsiębiorstwo IVP wydało Akirę na kasetach VHS w 1992 roku. Była to wersja anglojęzyczna z polskim lektorem. W czerwcu 1996 film pojawił się na antenie Canal+, natomiast 2 lutego 2006 został wydany na DVD w miesięczniku „Kino Domowe” wydawnictwa IDG Poland. Za tłumaczenie z języka angielskiego odpowiadał Piotr Skotnicki, zaś japońskiego – Seweryn Pazdej. 15 grudnia 2023 film w zremasterowanej wersji 4K trafił do polskich kin.